# Jabiru
Jabiru je město ležící v australském Severním teritoriu na silnici Arnhem Highway. Městečko je situováno do národního parku Kakadu (Kakadu National Park), několik kilometrů východně od ústředí parku. Původní osada byla založena díky uranovým dolům (Ranger Uranium Mine), ještě před vznikem národního parku. Téměř polovinu obyvatel tvoří horníci a zaměstnanci parku.